# Teucholabis (Teucholabis) luteicolor
Teucholabis (Teucholabis) luteicolor is een tweevleugelige uit de familie steltmuggen (Limoniidae). De soort komt voor in het Neotropisch gebied.